# Montemolino
Montemolino è una frazione del comune di Palagano, in provincia di Modena, di circa 20 abitanti. 
Il paese è situato sull'Appennino Tosco-Emiliano a una altezza di 949 metri sul livello del mare.